# George Lynch
George Lynch (Spokane, Washington, 28 de setembro de 1954) é um guitarrista,
mais conhecido por seu trabalho com a banda de Hard rock/Heavy Metal Dokken e sua banda solo pós-Dokken Lynch Mob. Ele é considerado um dos mais famosos e influentes guitarristas de metal dos anos 1980 e é conhecido por seu estilo de tocar e som únicos.
Ele está classificado em 47º lugar na lista dos "100 Maiores Guitarristas de Todos os Tempos" pela revista Guitar World e nº 10 no "Top 10 Metal Guitarists of All Time" pela Gibson.

## Início
Lynch nasceu em Spokane, Washington, e morou em Auburn, California entre 1971 e 1975.

## Carreira

### 1970s
Por duas vezes Lynch fez audição para a posição de guitarrista de Ozzy Osbourne, a primeira vez em 1979, perdendo para Randy Rhoads. Lynch disse: "Eu ganhei um prêmio de consolação. Randy saiu em turnê com o Ozzy... E eu consegui dar aulas na escola da mãe dele." Ele fez uma nova audição em 1982 para substituir Brad Gillis. De acordo com Lynch, ele foi contratado por três dias antes de Ozzy mudar de ideia e optar por Jake E. Lee. Lee observou que Lynch "conseguiu o trabalho, mas só viajou por duas semanas para assistir ao show e nunca tocou com Ozzy." Lynch declarou em uma entrevista que fez testes de som ao lado do palco em uma turnê europeia com Ozzy e Brad Gillis como parte da extensa audição. Ele também ensaiou com a banda no Texas, mas foi demitido quando a banda mudou suas operações para Los Angeles. Jake E. Lee fez audição no dia da demissão de Lynch, e mesmo que Lee admita que não tocou bem no dia a audição ele acabou ganhando o trabalho. Osbourne demitiu Lynch na frente de Lee, que Lynch acabara de conhecer. Lynch ficou devastado e passava por problemas financeiros naquele momento. Ele teve que trabalhar como entregador em uma loja de bebidas e era exigido do seu chefe que ele cortasse o cabelo. Sharon Osbourne preferiu o "visual" de Lee à forma de tocar de Lynch e ela influenciou na decisão final de Ozzy de contratar Lee.
Lynch tocou em uma banda do final dos anos 1970 chamada The Boyz, trabalhando nos clubes da Sunset Strip em Hollywood ao lado de Van Halen e Quiet Riot. Os The Boyz também contavam com o futuro baterista do Dokken, Mick Brown, o baixista Monte Zufelt e os vocalistas Lisa Furspanker e Greg Sanford. O seu som e o jeito de tocar de Lynch eram tão similares ao Van Halen ao ponde de uma de suas demos circular como "gravação do Van Halen pré David Lee Roth". O The Boyz estavam prontos para tocar um show para Gene Simmons e sua gravadora iniciante, mas Van Halen abriu o show, e Simmons optou por não ficar e ver o The Boyz. Lynch posteriormente formou o Xciter antes de se juntar ao Dokken.

### Dokken and Lynch Mob
Dokken teve uma série de  álbuns de platina, foram sucessos que destacaram o trabalho inventivo de guitarra de Lynch. A faixa instrumental "Mr. Scary" do álbum Back for the Attack contribuiu para sua populadirade entre os guitarristas. A banda ganhou uma nomeação no Grammy Awards na categoria Melhor Performance Metal em 1990.
O grupo se separou em Março de 1989 devido à tensões internas entre o vocalista Don Dokken. Lynch formou sua própria banda de hard rock, o Lynch Mob, o que se difere do Dokken em letras, complexidade na guitarra, estrutura das músicas e afinação. Lynch tirou uma folga quando sua esposa, Christy Lynch, deu a luz à sua filha, Mariah Lynch.
Lynch lançou seu primeiro album solo, Sacred Groove, em 1993.
Depois que Don Dokken, Jeff Pilson and Mick Brown se reuniram em 1994 eles decidiram trazer Lynch the volta para ter uma reunião do Dokken de verdade. A reunião do Dokken assinou com a  Columbia/Sony e depois de um extenso período escrevendo eles lançaram o álbum Dysfunctional. O álbum não foi tão bem quanto o esperado e a banda foi dispensada pela gravadora. Dokken assinou com a CMC International e lançou um show "acústico" no final de 1994 chamado One Live Night.
A banda entrou no estúdio em 1996 com o produtor Kelly Gray, que queria levar o Dokken para uma nova direção. Para a tristeza do vocalista Don Dokken o resultado de Shadowlife foi uma completa mudança do rock melódico para um som mais alternativo.
Tensões foram formadas novamente entre Don Dokken e Lynch em 1997, levando Lynch a ser substituído pelo guitarrista do Europe John Norum. Isso levou Lynch a se reunir com o Lynch Mob e entrar em estúdio, o que mais tarde levou ao lançamento do EP entitulado Syzygy. Um membro da banda, Logan, decidiu por focar em outros projetos antes que um álbum pudesse ter sido concluído. Mick Brown dediciu se manter com Dokken. Lynch uma curta tour americana de 13 shows para o Lynch Mob em 1998 com o frontman do Artension, John West, Anthony Esposito e outros.
Quando esse lineup se dissolveu, Lynch decidiu levar o Lynch Mob para uma direção totalmente nova. A mudança de lineup, visual e 
abordagem musical atraiu uma audiência mais jovem. Eles lançaram o álbum Smoke This em 1999. Após a tour do novo álbum Lynch decidiu colocar o Lynch Mob em hiato por alguns anos, mas não antes dele fazer uma tour com o vocalista original, Oni Logan, o baixista do L.A. Guns, Chuck Garric, e o baterista do BulletBoys, Jimmy D'Anda, no final de 2001.

### Projetos Pós-2001
Lynch começou a trabalhar com o produtor/engenheiro Sean Fodor no infeliz projeto Microdot que lançou o até então desconhecido vocalista London LeGrand no começo de 2002. Apenas algumas músicas desse projeto foram lançadas, como: "Bulldog Tyranny" no The Lost Anthology e outroas três músicas que Lynch lançou mais tarde como The Lynch That Stole Riffness com Robert Mason assumindo os vocais.
Lynch reformulou o Lynch Mob no final de 2002 com o baixista original, Anthony Esposito, e Robert Mason. Lynch Mob lançou um álbum de regravações de clássicos do Dokken e do Lynch Mob, mas com o som repaginado para algo mais comtemporâneo (pós 2000).
Lynch formou um projeto com o antigo baixista do Dokken, Jeff Pilson, lanãndo o álbum Wicked Underground em 2003 sob o nome Lynch/Pilson. No mesmo ano, Lynch formou o "The George Lynch Group" onde continuou gravando e fazendo tours regularmente. The George Lynch Group fez uma maratona de 26 shows em 30 dias, incluindo uma estreia muito comentada no The Tonight Show, com Jay Leno. Esse lineup consistia em Lynch, o vocalista Andrew Freeman, o baterista Vinny Appice (Black Sabbath, Dio), e Mårten Andersson (Lizzy Borden, Starwood, Legacy). O Furious George de 2005 é um álbum de covers, que inclui clássicos do rock como Jimi Hendrix, The Beatles, AC/DC, e Led Zeppelin.
Let the Truth Be Known foi lançada sob a banda de nome Souls of We em 2008 e lançou a seguinte lineup: London LeGrand (vocalista), Johnny Chow (baixo), Yael (bateria) e alguns convidados.
Lynch embarcou em uma turnê no começo do outono de 2008 com um Lynch Mob reformulado, com Oni Logan (cantor), Marco Mendoza (baixista) e Scot Coogan (baterista). Um novo álbum do Lynch Mob, entitulado Smoke and Mirrors, foi lançado em Outubro de 2009 com Logan  nos vocais.
Lynch regravou as guitarras bases e solos para sete músicas que apareceriam no álbum de estreia do vocalista Raven Quinn. O álbum homônimo foi lançado dia 4 de Março de 2010.
Lynch fez uma tour na primavera de 2010 com o "Souls of We" e passou o verão e inverno em tour com o Lynch Mob. No verão de 2010 o "Souls of We" mudou sua formação e foi forçada a continuar com outro nome.
Lynch aparecer no álbum tributo, Siam Shade Tribute, da banda japonesa de rock Siam Shade em 2010.
Lynch atualmente mora perto de Los Angeles onde ele criou um website para aulas de guitarra, "The Guitar Dojo".
Lynch produz suas próprias artes de guitarras personalizadas ferias à mão, sob o marca Mr. Scary Guitars, que ele mesmo faz nas instalações de customização da ESP Guitars.

## Discografia

### Dokken
- Breaking the Chains (1983)
- Tooth and Nail (1984)
- Under Lock and Key (1985)
- Dream Warriors (1987)
- Back for the Attack (1987)
- Beast from the East (1988)
- The Best of Dokken (1994)
- Dokken (1994)
- One Live Night (1995)
- Dysfunctional (1995)
- Shadowlife (1997)
- The Definitive Rock Collection (2006)
- From Conception: Live 1981 (2007)

### Lynch Mob
- Wicked Sensation (1990)
- Lynch Mob (1992)
- Syzygy (1998)
- Smoke This (1999)
- Evil: Live (2003)
- Revolution (2003)
- Revolution Live (2003)
- Smoke and Mirrors (2009)
- Sound Mountain Sessions EP (2012)
- Unplugged EP (2013)

### Solo
- Sacred Groove (1993)
- Will Play for Food (2000)
- Stone House (2001)
- The Lynch That Stole Riffness!(2002)
- Furious George (2004)
- The Lost Anthology (2005)
- Orchestral Mayhem (2010)
- Kill All Control (2011)
- Legacy EP (2012)

### Lynch/Pilson
- Wicked Underground (2003)

### Tony MacAlpine
- Maximum Security(1987)

### Xciter
- Xciter (2006)

### Lana Lane
- Gemini (2006)